# 燕子村塔
燕子村塔，位于中国河北省保定市易县燕子村，为金代楼阁式塔，1982年被列为河北省文物保护单位。